# Porsche 961
Mit dem Porsche 961 entwickelte Porsche Mitte der 1980er Jahre eine für Rundstreckenrennen modifizierte Rennwagen-Version des Porsche 959, welche das Erbe des sehr erfolgreichen 935 antreten sollte, aber nie an dessen Erfolge anzuknüpfen vermochte.

## Entwicklung
Ende 1985 (als die Entwicklung des 959 noch in vollem Gange war) entschloss man sich bei Porsche, auf Basis des Chassis WPOZZZ93ZFS010016 ein Einzelstück einer Rundstreckenversion des im Rallyesport sehr erfolgreichen 959 zu bauen. Das Fahrzeug wurde Anfang des Jahres 1986 fertiggestellt und kurze Zeit später als 961 IMSA-GTX Coupé der Fachpresse vorgestellt. Dabei wurde von der Ausgangsbasis 959 der in der IMSA-GTX-Klasse erlaubte Allradantrieb übernommen, ebenso der 2,847 Liter große Biturbo-Motor aus dem Porsche 956, dessen Ladedruck jedoch für den 961 von 0,8 auf 1,25 bar erhöht wurde. Zudem wurde die Motronic neu abgestimmt, das Kennfeld angepasst und zusätzliche Ladeluftkühlung durch effizientere und größere Luftkühler erreicht. Der Hochleistungsmotor hatte nun 500 kW bei 7800/min und ein maximales Drehmoment von 656 Nm bei 5000/min. Die Schaltung wurde – allerdings grundlegend überarbeitet – aus dem 959 übernommen. Das Sechsgang-Getriebe, das über einen starren Durchtrieb die Kraft an die insgesamt vier Antriebsräder weitergab, entstammte ebenfalls dem Basisfahrzeug. Unterschiede zum 959 finden sich vor allem an der Karosserie, mit einem größeren und für den Renneinsatz verstellbaren Heckflügel, und einigen zusätzlichen Kühlluftöffnungen. Die Räder des 961 waren genau wie die des 959 aus einer Aluminiumlegierung mit Magnesium gefertigt, beim 961 jedoch schwarz lackiert.

## Renneinsätze und Rennerfolge
Das Renndebüt des ungesponserten 961 im Jahre 1986 beim 24-Stunden-Rennen von Le Mans wurde für Porsche, den Wagen und den Fahrern René Metge und Claude Ballot-Léna mit der Startnummer 180 sehr erfolgreich. Als einziger Teilnehmer der IMSA-GTX-Klasse beendete der Wagen das Rennen als Klassensieger und auf dem 7. Gesamtrang. Das auf Basis der Straßenversion 959 homologierte Fahrzeug startete dabei vom 26. Startplatz. Porsche konnte sich auch noch darüber freuen, dass nur ein Fremdfabrikat unter den ersten Zehn vertreten war. Ein Rekord, der bis heute ungebrochen ist. Während des Rennens erreichte das Fahrzeug Spitzengeschwindigkeiten von bis zu 330 km/h auf der Mulsanne und konnte durch die von dem Gruppe-C-Rennwagen 956 übernommene Bremsanlage seine Geschwindigkeit auch wieder sicher verringern.
Die weitere Entwicklung des 961 sollte allerdings nicht so verlaufen, wie man es bei Porsche erwartet hatte. Zu störend wirkten sich der schwere und bei höheren Geschwindigkeiten bremsende sowie reifenmordende Allradantrieb aus. Schlechte Aerodynamik (die unter anderem den bei einem Rennwagen ohnehin nicht gerade geringen Kraftstoffverbrauch noch höher treibt) und Probleme mit dem Getriebe machten die Lage nicht aussichtsreicher.
Die Folgen dieser Probleme waren drastisch: Beim 3-Stunden-Rennen von Daytona am 26. Oktober 1986, erreichte der diesmal in der GTP-Klasse mit der Startnummer 15 fahrende und vom 29. Platz startende 961 – gefahren von Günter Steckkönig und Kees Nierop – nur noch den 11. Platz in seiner Klasse und den 24. Gesamtrang.

## Das Ende

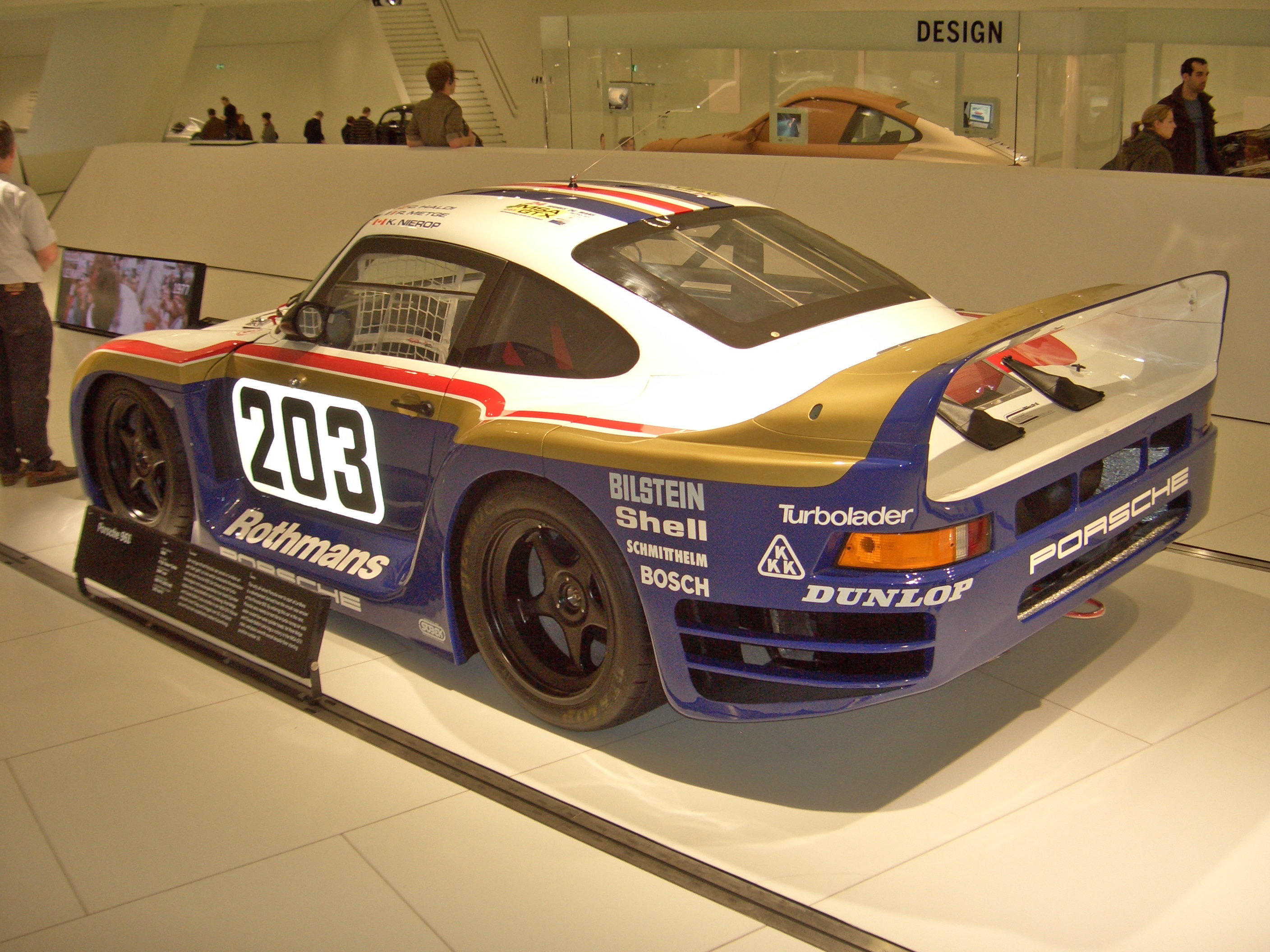
Heckansicht des von Rothmans gesponserten 961 mit der Nummer 203

Im Juni des Jahres 1987 bei den 24 Stunden von Le Mans startete der Wagen zu seinem dritten Renneinsatz. Der 961, nun mit der Startnummer 203, beklebt in den Farben des Sponsors Rothmans und gefahren von René Metge, Claude Haldi und Kees Nierop, konnte das Rennen wegen eines ausgebrochenen Feuers infolge eines vom Gastfahrer Nierop verursachten Unfalls nicht beenden. Nierop verschaltete sich in Runde 199, legte nach dem 6. den 2. Gang ein und ließ die Kupplung einrücken. Folge war ein Überdrehen des Motors bis 15.000/min., sofortiges Blockieren des Motors sowie des Getriebes und Allradantriebs. Dadurch standen trotz hoher Geschwindigkeit auf einmal alle vier Räder still, weshalb Nierop in die Leitplanken einschlug. Das auf den Turbolader und Abgasrohre tropfende Motoröl entzündete sich, Nierop konnte aber unverletzt aus dem brennenden Auto entkommen.
Bei Porsche entschloss man sich daraufhin, jegliche Entwicklungsarbeiten am 961 einzustellen und sich auf das Indy-Projekt zu konzentrieren. Durch halbherzigen Einsatz der Beteiligten und inkonsequent angegangene Probleme beim 961 (die maßgeblich auf der weitestgehend vom 959 übernommenen Technik beruhten), konnte das Fahrzeug letztlich nie zeigen, welches Potenzial wirklich in ihm steckte.
Das Fahrzeug befindet sich heute als Bestandteil der Dauerausstellung „Erfolgsstory: Porsche Motorsport“ im EFA-Museum für Deutsche Automobilgeschichte in Amerang/Chiemgau.

## Technische Daten
| Porsche 961:               | Daten                                                               |
| -------------------------- | ------------------------------------------------------------------- |
| Motor:                     | 6-Zylinder-Boxermotor mit Bi-Turboaufladung (Viertakt) (Typ 935/82) |
| Hubraum:                   | 2847 cm³                                                            |
| Bohrung × Hub:             | 93 × 70,4 mm                                                        |
| Leistung bei 1/min:        | 500 kW (680 PS) bei 7800                                            |
| Max. Drehmoment bei 1/min: | 656 Nm bei 5000                                                     |
| Verdichtung:               | 8,1 : 1                                                             |
| Ventilsteuerung:           | zweimal zwei oben liegende Nockenwellen (DOHC)                      |
| Kühlung:                   | Luftkühlung (Gebläse), Zylinderköpfe mit Wasserkühlung              |
| Getriebe:                  | 6-Gang-Getriebe, Allradantrieb                                      |
| Bremsen:                   | innenbelüftete Scheibenbremsen                                      |
| Radaufhängung vorn:        | Einzelradaufhängung je Rad                                          |
| Radaufhängung hinten:      | Einzelradaufhängung je Rad                                          |
| Federung vorn:             | eine Schraubenfeder je Rad                                          |
| Federung hinten:           | eine Schraubenfeder je Rad                                          |
| Karosserie:                | Selbsttragende Karosserie aus Kunststoff und Leichtmetall           |
| Spurweite vorn/hinten:     | 1522 mm / 1580 mm                                                   |
| Radstand:                  | 2300 mm                                                             |
| Reifen/Räder:              | Magnesium-Räder (VA: 235 × 45 VR17 / HA: 255 × 40 VR17)             |
| Maße L × B × H:            | 4380 × 1890 × 1260 mm                                               |
| Leergewicht:               | 1150 kg                                                             |
| Höchstgeschwindigkeit:     | 330 km/h                                                            |